# Crisi bulgara
La crisi bulgara (in bulgaro: Българска криза, Bălgarska kriza) si riferisce a una serie di eventi nei Balcani tra il 1885 e il 1888 che hanno avuto un impatto sull'equilibrio di potere tra le Grandi Potenze e il conflitto tra gli austro-ungarici e i russi. Fu un evento relativo alla continua crisi balcanica quando gli stati vassalli lottarono per l'indipendenza dall'Impero ottomano ma realizzarono un mosaico di stati-nazione nascenti (balcanizzazione) e presentarono alleanze instabili che spesso portarono alla guerra, e alla fine alla prima guerra mondiale.

## Antefatti storici
Il rifiuto della Turchia dei termini della Conferenza di Costantinopoli (1876-1877) portò alla guerra russo-turca del 1877-1878. Essa si concluse con la Pace di Santo Stefano e con il successivo Trattato di Berlino del 1878 che istituì un principato bulgaro indipendente. Il trattato originale firmato da Russia e Turchia a Santo Stefano creò, dalle terre degli ottomani sconfitti, una più grande Bulgaria filo-russa. Ciò sembrava contravvenire ai precedenti impegni segreti russi sia a Reichstadt l'8 luglio 1876 e successivamente a Budapest tra il conte Andrassy e l'inviato russo Eugene Novikov (Convenzione di Budapest, 15 gennaio, 18 marzo 1877). Questi trattati concordavano sul fatto che, in caso di guerra e di una vittoria russa, non si sarebbero creati grandi stati slavi. La Russia aveva anche scambiato la neutralità austriaca con la Bosnia-Erzegovina.
Questo allargamento della sfera d'influenza russa fece infuriare gli altri stati balcanici e allarmò le altre Grandi potenze che inizialmente minacciarono la guerra con la Russia e poi convocarono la conferenza di Berlino per volere del ministro degli esteri austriaco Gyula Andrassy al fine di smantellare e rielaborare le disposizioni di Santo Stefano. Il trattato che stabilì anche il riconoscimento internazionale dei vicini ex stati vassalli ottomani di Romania, Serbia e Montenegro e suddivise la storica "Grande Bulgaria" in un principato settentrionale della Bulgaria e in due territori meridionali sotto il controllo ottomano, la Macedonia e la Rumelia orientale autonoma. La Bosnia-Erzegovina fu data all'Austria-Ungheria. Sfortunatamente il trattato non risolse la questione. Esso soddisfò la Gran Bretagna e l'Austria-Ungheria, ma solo a spese della Russia e dei popoli degli stati balcanici, rendendo inevitabili ulteriori crisi.
Di conseguenza, il futuro delle terre balcaniche era allora percepito come una questione regolata dalle Grandi potenze europee. Questi eventi ebbero un impatto significativo sulle relazioni dinastiche tra Germania e Russia. Di conseguenza, per controbilanciare l'influenza russa e la percezione dell'espansione panslavica nei Balcani, la Germania e l'Austria-Ungheria conclusero una duplice alleanza (Zweibund) nel 1879.

## L'unificazione bulgara e la guerra serbo-bulgara

La Bulgaria a seguito dei trattati di Santo Stefano e Berlino, 1878.

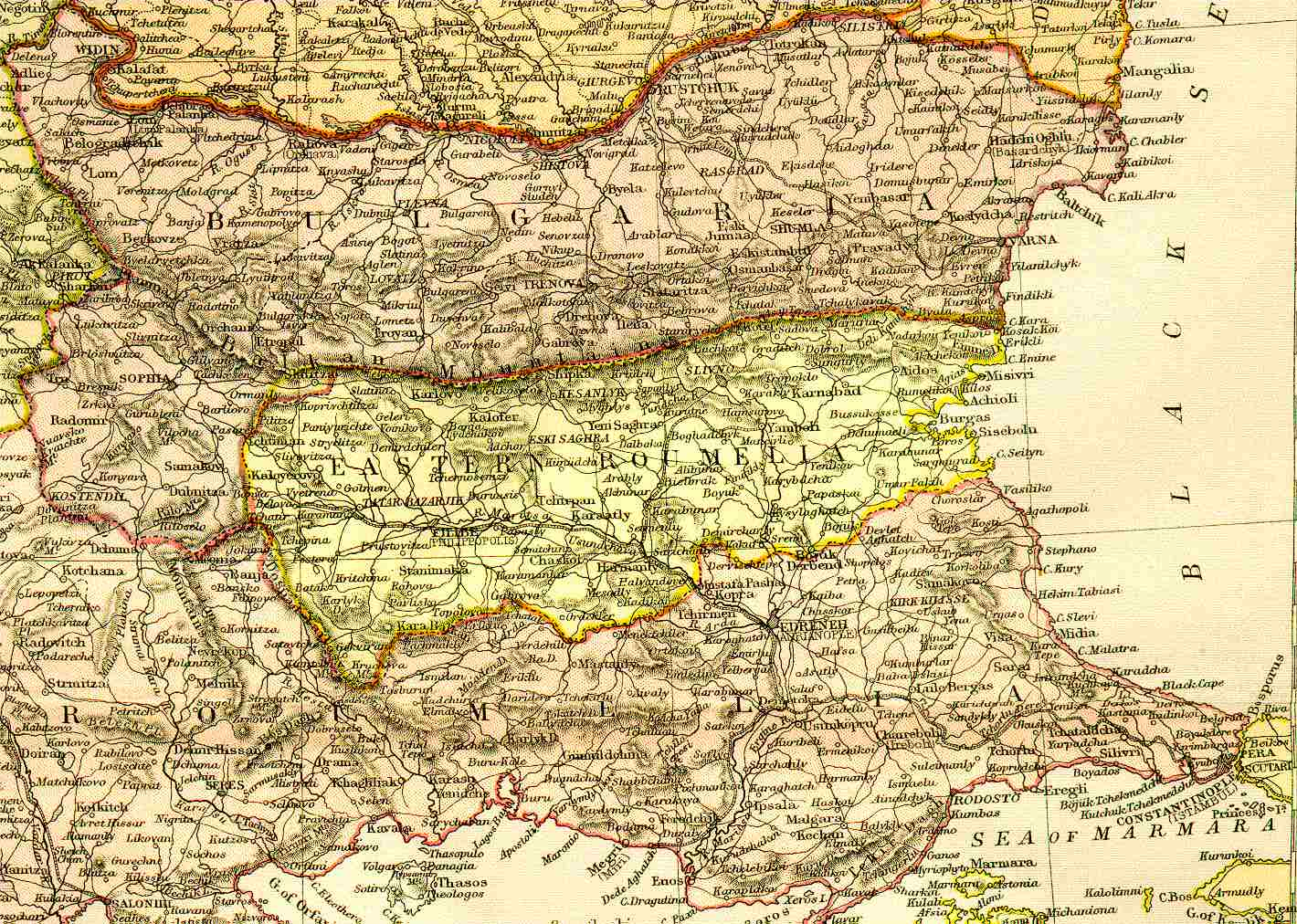
Bulgaria e Rumelia, 1882

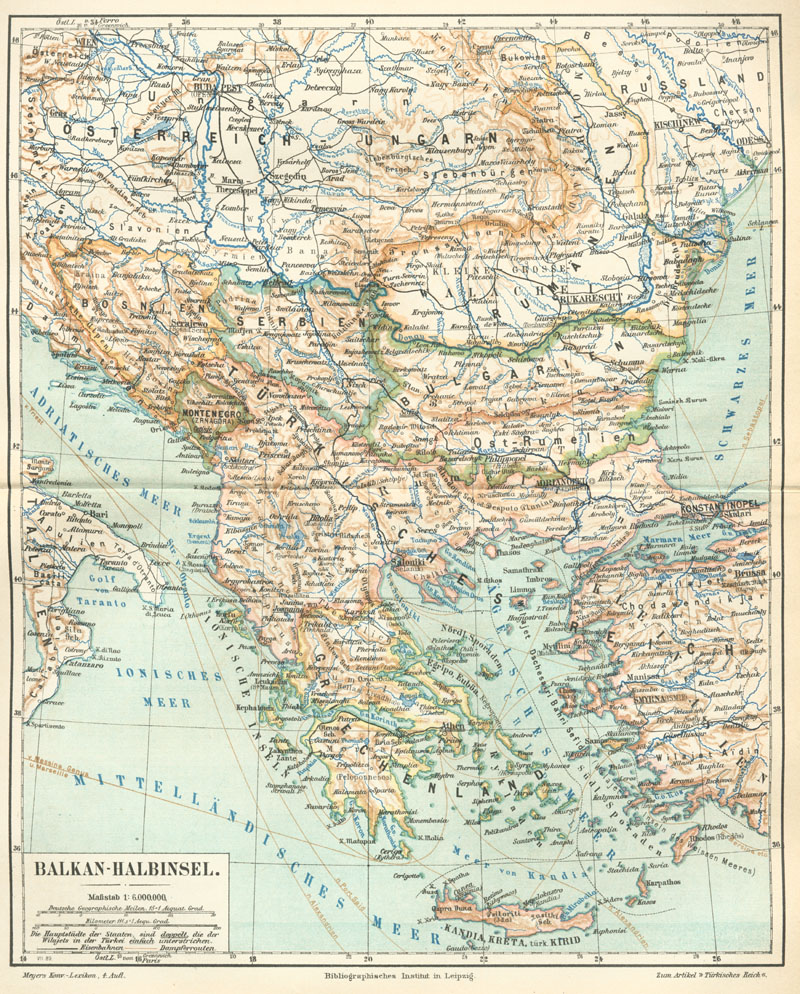
Bulgaria nel 1888, dopo l'unificazione.

Il 18 settembre 1885, una ribellione e un colpo di stato nella provincia ottomana della Rumelia orientale, con l'aiuto bulgaro, videro il popolo proclamare un'unione con il nuovo stato (nato nel 1878) della Bulgaria, in violazione del Trattato di Berlino del 1878. L'unione causò costernazione tra le grandi potenze europee poiché alterava gli equilibri di potere nei Balcani ripetutamente instabili e rischiava sia la rappresaglia ottomana che l'intervento russo per conto della Bulgaria. Le tensioni tra Alessandro III, lo zar di Russia e lo knjaz (principe) Alessandro I di Bulgaria, di origine tedesca, portò i russi a farsi da parte, a ritirare le loro truppe dalla Bulgaria e a sostenere una conferenza a Costantinopoli. Se da un lato le altre Grandi potenze sostenevano in generale l'inaspettata posizione della Russia, dall'altro Grecia e Serbia erano contrarie.
La Serbia aveva firmato un trattato segreto con l'Austria-Ungheria nel 1881 e, sentendosi sicura che l'Austria l'avrebbe sostenuta, rivendicò le terre sul suo confine occidentale con la Bulgaria e, successivamente, dopo che furono respinte, dichiarò guerra il 14 novembre. Tuttavia, il 28 novembre la Serbia fu sconfitta dalla Bulgaria. Un'ulteriore umiliazione della Serbia venne impedita solo dall'intervento austriaco. Successivamente, ci fu un colpo di stato russofilo contro Alessandro I nel 1886 che fu sostituito dal filo-austriaco (e nipote dell'imperatore austriaco e ufficiale dell'esercito austriaco), il principe Ferdinando di Sassonia-Coburgo e Gotha (1887-1918). I rapporti tra il giovane Stato bulgaro e la Russia si deteriorarono.

## Conseguenze sulle Grandi potenze
Gli eventi nei Balcani furono in un certo senso una sorta di guerra per procura per i loro sostenitori, Russia e Austria-Ungheria, che dissolsero di fatto (1887) la fragile alleanza tra Germania, Austria e Russia nota come Lega dei tre Imperatori (Dreikaiserabkommen) del 1873-1878, che era stata ripresa il 18 giugno 1881. La Lega prevedeva l'aiuto reciproco in caso di attacco a uno dei membri e una benevola neutralità nel caso in cui uno di loro venisse coinvolto in un conflitto al di fuori della Lega. I termini prevedevano anche la consultazione su eventuali operazioni proposte nei Balcani. Ciò offriva alla Germania la neutralità russa in caso di un'ulteriore guerra con la Francia, e alla Russia la neutralità di Germania e Austria in caso di guerra con la Gran Bretagna o la Turchia. Il protocollo era segreto e fu rinnovato nel 1884. Esso dichiarava, inter alia:
„ 4. Die drei Mächte werden sich der etwaigen Vereinigung Bulgariens und Ostrumeliens in den Gebietsgrenzen, die durch den Berliner Vertrag angewiesen sind, nicht widersetzen, wenn diese Frage sich durch die Macht der Dinge erhebente."

(4. Le tre potenze non si opporranno all'eventuale unificazione della Bulgaria e della Rumelia orientale entro i limiti fissati dal Trattato di Berlino, qualora questa eventualità si verificasse per forza di cose)
Quando alla fine ciò si verificò, la situazione era più complessa. Il principe Alessandro di Battenberg era stato eletto nel 1879 principe di Bulgaria su richiesta dello zar russo, suo zio, Alessandro II. Il principe Alessandro si trovò obbligato a sostenere il movimento nazionalista per la riunificazione nonostante i suggerimenti dei consiglieri e dei ministri russi, ma con l'apparente sostegno del primo ministro britannico, Gladstone, oppositore della posizione della Russia. La Russia ritirò quindi i suoi ministri e consiglieri dalla Bulgaria.
Altra complicazione fu il ruolo del re Milan di Serbia, alleato dell'Austria, altro avversario della Russia nei Balcani. Il re chiese un risarcimento territoriale dalla Bulgaria. Quando non lo ricevette, dichiarò guerra nel 1885. Sconfitta, la Serbia vide le truppe bulgare raggiungere Belgrado prima dell'intervento dell'Austria. Il successivo Trattato di Bucarest del marzo 1886 ripristinò sostanzialmente lo status quo.
Le Grandi potenze e la Sublime porta accettarono finalmente l'unificazione della Bulgaria attraverso la convenzione di Tophane nel 1886. La Russia, tuttavia, non era soddisfatta e lo zar russo, Alessandro III, si rifiutò di riconoscere il principe Alessandro come sovrano della nuova Bulgaria allargata. Successivamente, un colpo di stato appoggiato dalla Russia, che coinvolse un gruppo di ufficiali filo-russi, costrinse il principe Alessandro ad abdicare il 9 agosto 1886. Egli fu quindi esiliato in Russia e quando in un contro-colpo di stato il principe tornò al trono bulgaro, la Russia interruppe le relazioni diplomatiche con la Bulgaria.
Le Grandi Potenze, che erano in un costante timore di una guerra tra esse, continuarono a una serie di complicati accordi e alleanze, molte delle quali erano segreti, e fungevano da deterrente alle reciproche azioni, in gran parte per volere di Bismarck. Queste includevano la Triplice Alleanza che sostituì la Duplice Alleanza nel 1882 includendo l'Italia, due Accordi Mediterranei (Mittelmeerentente) nel 1887 e il Trattato di controassicurazione (1887). Alla fine la pubblicazione dei termini del trattato del 1879 persuase la Russia che ulteriori azioni non erano nel suo interesse e si ritirò dal coinvolgimento in Bulgaria, dissipando così i timori di una guerra. La strategia di Bismarck, sebbene arcana, ebbe un grande successo nell'evitare la guerra durante il suo mandato (1871-1890). Sfortunatamente questi accordi che erano fortemente dipendenti da Bismarck, non riuscirono a fornire soluzioni a lungo termine.

## Sequenza temporale
- Lega dei Tre Imperatori 1873-1887
- Accordo di Reichstadt del 1876
- Conferenza di Costantinopoli (1876-1877)
- Convenzione di Budapest (1877)
- Guerra russo-turca (1877-1878)
- Pace di Santo Stefano del 1878
- Congresso di Berlino
- Trattato di Berlino (1878)
- Doppia Alleanza, 1879
- Alleanza austro-serba del 1881
- Triplice Alleanza 1882
- Unificazione bulgara 1885
- Guerra serbo-bulgara 1885
- Trattato di Bucarest (1886)
- Colpo di Stato bulgaro del 1886
- Convenzione di Tophane, 1886
- Accordi mediterranei
- Trattato di controassicurazione 1887-1890